# 李明 (1958年)
李明（1958年2月—），男，汉族，安徽肥西人，中华人民共和国政治人物。安徽大学物理系固体物理专业本科毕业，大学本科学历，理学学士学位。

## 生平
1976年2月参加工作。1984年10月加入中国共产党。历任合肥市晶体管厂三车间技术员、主任，安徽省建设投资公司经理部副经理，安徽省计委固定资产投资处主任科员、助理调研员、副处长、处长，安徽省发展计划委员会固定资产投资处处长等职务。2003年4月，任安徽省发展计划委员会、安徽省发展和改革委员会副主任、党组成员。
2007年4月，任中共铜陵市委副书记、代市长（2008年1月当选市长）。2011年1月，任安徽省住房和城乡建设厅党组书记、厅长。2014年4月，任中共滁州市委书记。2016年8月，调任安徽省人民政府国有资产监督管理委员会主任。2018年1月，当选安徽省人大常委会副主任。同年4月，兼任安徽省总工会主席。